# Distrito electoral de Winchester n.º 2
Winchester No. 2 (en inglés: Winchester No. 2 Precinct) es un distrito electoral ubicado en el condado de Scott en el estado estadounidense de Illinois. En el Censo de 2010 tenía una población de 887 habitantes y una densidad poblacional de 37,97 personas por km².

## Geografía
Winchester No. 2 se encuentra ubicado en las coordenadas 39°39′47″N 90°27′58″O / 39.66306, -90.46611. Según la Oficina del Censo de los Estados Unidos, Winchester No. 2 tiene una superficie total de 23.36 km², de la cual 23.36 km² corresponden a tierra firme y (0%) 0 km² es agua.

## Demografía
Según el censo de 2010, había 887 personas residiendo en Winchester No. 2. La densidad de población era de 37,97 hab./km². De los 887 habitantes, Winchester No. 2 estaba compuesto por el 98.99% blancos, el 0.23% eran afroamericanos, el 0.34% eran amerindios, el 0% eran asiáticos, el 0% eran isleños del Pacífico, el 0% eran de otras razas y el 0.45% pertenecían a dos o más razas. Del total de la población el 0.45% eran hispanos o latinos de cualquier raza.